# 정규 소수
정수론에서 정규 소수(正規素數, 영어: regular prime)는 에른스트 쿠머가 페르마의 마지막 정리의 특수한 경우를 증명하기 위해 정의한 특별한 종류의 소수다. 유수나 베르누이 수를 통해 정의될 수 있다.

## 정의
소수 {\displaystyle p}에 대하여, 다음 두 조건이 동치이며, 이 조건을 만족시키는 {\displaystyle p}를 정규 소수라고 한다.:38
- {\displaystyle p}는 원분체 {\displaystyle \mathbb {Q} (\zeta _{p})}의 유수를 나누지 않는다.
- {\displaystyle p=2}이거나, {\displaystyle p\neq 2}이며 {\displaystyle p}는 베르누이 수 {\displaystyle B_{2},B_{4},\dots ,B_{p-3}}의 분자를 나누지 않는다.

두 조건의 동치는 에른스트 쿠머가 보였다.

## 정규 소수 목록
200보다 작은 홀수 정규 소수는 다음과 같다. (OEIS의 수열 A007703)
3, 5, 7, 11, 13, 17, 19, 23, 29, 31, 41, 43, 47, 53, 61, 71, 73, 79, 83, 89, 97, 107, 109, 113, 127, 137, 139, 151, 163, 167, 173, 179, 181, 191, 193, 197, 199, …

## 비정규 소수
정규 소수가 아닌 소수를 비정규 소수(영어: irregular prime)라고 한다. 500보다 작은 비정규 소수는 다음과 같다. (OEIS의 수열 A000928)
37, 59, 67, 101, 103, 131, 149, 157, 233, 257, 263, 271, 283, 293, 307, 311, 347, 353, 379, 389, 401, 409, 421, 433, 461, 463, 467, 491, …

## 참고 문헌
1. ↑  Neukirch, Jürgen (1999). 《Algebraic number theory》. Grundlehren der mathematischen Wissenschaften (영어) 322. Translated from the 1992 German original and with a note by Norbert Schappacher. With a foreword by G. Harder. Berlin: Springer. doi:10.1007/978-3-662-03983-0. ISBN 978-3-540-65399-8. ISSN 0072-7830. MR MR1697859. Zbl 0956.11021.